# 쵸콧토 시스터
쵸콧토 시스터(일본어: ちょこッとSister, 영어: Chocotto Sister)는 잣파 고가 스토리를 맡고, 타케우치 사쿠라가 작화를 맡아 그린 만화이다. 총 8권으로 완결되었다.
2006년 애니메이션으로도 제작되었으며 총 24화로 완결되었다. 애니메이션이 제작되기 전에 드라마 CD로도 만들어졌으며 두 작품의 성우진이 다르다.

## 등장 인물
등장인물 설명에서 성우의 경우 왼쪽이 TV판, 오른쪽이 드라마CD.
- 카와고에 하루마

성우 : 히라카와 다이스케. 사카구치 다이스케
- 카와고에 쵸코

성우 : 사이토 모모코. 노나카 아이
- 세리카와 치토세

성우 : 미즈하시 카오리. 오리카사 후미코
- 아시라이 마코토

성우 : 모리나가 리카. 토요구치 메구미
- 하나야마다 유리카

성우 : 쿠기미야 리에. 등장안함
- 소노자키 아야노

성우 : 오오하라 사야카. 등장안함
- 코나츠
- 타케루
- 사츠(애니판은 사츠키)
- 하스키 히데코
- 커피샵 주인
- 야스오카 타다시
- 마루모 타다미
- 쿠로
- 오다와라 에리코

성우 : 사이토 치와
- 산타

성우 : 사이토 치와